# Municipio de Logan (condado de Washington)
El municipio de Logan (en inglés: Logan Township) es un municipio ubicado en el condado de Washington en el estado estadounidense de Kansas. En el año 2010 tenía una población de 104 habitantes y una densidad poblacional de 1,13 personas por km².

## Geografía
El municipio de Logan se encuentra ubicado en las coordenadas 39°46′36″N 96°57′57″O / 39.77667, -96.96583. Según la Oficina del Censo de los Estados Unidos, el municipio tiene una superficie total de 92.19 km², de la cual 91,74 km² corresponden a tierra firme y (0,48 %) 0,45 km² es agua.

## Demografía
Según el censo de 2010, había 104 personas residiendo en el municipio de Logan. La densidad de población era de 1,13 hab./km². De los 104 habitantes, el municipio de Logan estaba compuesto por el 91,35 % blancos, el 2,88 % eran afroamericanos, el 4,81 % eran de otras razas y el 0,96 % eran de una mezcla de razas. Del total de la población el 4,81 % eran hispanos o latinos de cualquier raza.